# Luciano José Pereira da Silva
Luciano José Pereira da Silva (Rio Branco, 16 marzo 1980) è un ex calciatore brasiliano, di ruolo portiere.
L'allenatore del Groningen Henk Veldmate lo ha definito "un portiere spettacolare che, proprio per questo, corre molti rischi durante le partite".